# 노추산
노추산(魯鄒山)은 대한민국 강원특별자치도 강릉시와 정선군에 걸쳐있는 산이다.
설총과 율곡 이이가  입산 수학한 곳으로 산중에 이성대와 노추사가 있으며, 동북쪽으로는 완만한 구릉이지만 남쪽 정선군 방면의 경사면은 심한 굴곡을 이루고 있다.

## 등산길
- 삼거리가든- 대성사갈림길 - 쉼터 - 이성대 - 정상
- 종량동 - 폐광터 - 갈림길 - 이성대 - 정상

## 삼천 모정탑
돌탑은 마을로 들어오는 액이나 질병 등을 막고 복을 불러들인다는 의미로 여겨지는 신앙 대상물로 한국 선조들은 주술적인 의미로 돌탑을 쌓으면서 집안의 평화와 안정을 기원하였다. 노추산 모정탑길은 집안에 안 좋은 일이 연달아 생기자 집안의 평화를 기원하기 위해 차옥순 할머니가 1986년부터 돌아가시기 전까지 25년간 쌓은 돌탑길로 한 사람의 손으로 만들어졌다 하기에 믿기 어려운 광경과 할머니의 염원, 기원이 다른 이들에게도 감동을 주고 노추산 일대의 명소가 되고 있어 국가 산림문화자산으로 지정할 만한 가치가 높은 곳이다. 2016년 1월 5일 산림청장이 국가산림문화자산 제2015-0005호 강릉 노추산 삼천 모정탑으로 지정하였다.

## 같이 보기
- 한국의 산